# ۱۳۱۴ (قمری)
۱۳۱۴ (قمری)، هزار و سیصد و چهاردهمین سال در گاهشماری هجری قمری است. اول محرم این سال برابر با دوازدهم ژوئن سال ۱۸۹۶ میلادی است.

## رویدادها
- به دار آريخته شدن ميرزا رضا كرماني در دوم ربيع الاول سال ١٣١٤

## زادگان

### ذیقعده
- سلطان الواعظین شیرازی اندیشمند، خطیب و از علمای شیعه قرن چهاردهم و نویسنده کتاب شب‌های پیشاور

## درگذشتگان
انیس الدوله همسر ناصرالدین شاه قاجار

## وابسته
- میرزا آقاخان کرمانی
- محمدحسین نائینی
- احمد شاه قاجار